# 박지찬
박지찬은 대한민국의 유튜버이다.

## 출연
- 집사부일체
- 같이 헨리